# Omar Corbatta
Oreste Omar Corbatta Fernández (11 de março de 1936 - 6 de novembro de 1991) foi um futebolista argentino que atuava como ponta-direita. Apelidado de Arlequín, ele jogou por seis clubes em seu país, principalmente Racing Club e Boca Juniors, conquistando quatro grandes títulos e marcando 86 gols oficiais com ambas as equipes juntas.
Considerado um grande batedor de pênalti e um dos melhores pontas argentinos de todos os tempos, Corbatta jogou mais de 40 partidas pela Seleção Argentina nos anos 50 e 60 e representou o país na Copa do Mundo de 1958.

## Carreira

### Clubes
Nascido em Daireaux, na província de Buenos Aires, seu pai se chamava Geronimo e era um imigrante italiano, e sua mãe, Isabel, era argentina. Nunca aprendeu a ler, nem a escrever, algo de que se envergonhava e que tentava esconder, colocando um diário ao seu lado quando era entrevistado.
Corbatta começou sua carreira profissional em 1955 no Racing, fazendo sua estréia na Primera División da Argentina em 30 de abril contra o Gimnasia e ajudando a La Academía a ganhar o campeonato em 1958 e 1961.
Em 1963, Corbatta se juntou ao Boca Juniors por 12 milhões de pesos, com os quais a Racing conseguiu melhorar as condições em seu estádio e construir novas instalações esportivas. 
Em 19 de maio de 1963, ele marcou todos os gols em uma vitória em casa por 3-0 contra o Vélez Sársfield, ele também participou da derrota para o Santos de Pelé pela Copa Libertadores daquele ano; em seus últimos dois anos em La Bombonera, ele ganhou mais dois campeonatos nacionais.
Corbatta ingressou no Independiente Medellín em 1965 e permaneceu na Colômbia por três anos. Ele retornou ao seu país para jogar no San Telmo, Itália Unidos e no Tiro Federal. 
Ele se aposentou do futebol aos 38 anos. Durante sua carreira profissional, ele só perdeu quatro dos 68 pênaltis que bateu.

### Seleção Argentina
Corbatta disputou um total de 43 jogos pela Seleção Argentina, nos quais marcou 18 gols. Ele fez parte da equipe vencedora da Copa América de 1957 e 1959.
Corbatta jogou na Copa do Mundo de 1958 na Suécia, contribuindo com três gols e uma assistência em três jogos durante a fase de grupos.

## Morte
Corbatta lutou pesadamente contra o alcoolismo, jogando vários jogos em estado de completa embriaguez.
Pobre e sozinho - ele se casou e se divorciou quatro vezes - Corbatta morreu de câncer de laringe em La Plata em 1991, aos 55 anos.
Em 2006, para marcar o 15º aniversário de sua morte, ele ingressou ao Hall da Fama do Racing e ganhou uma estátua de bronze feita por Daniel Zimermann. 
O município de Avellaneda renomeou a rua atrás do estádio para "Pasaje Corbatta" em sua homenagem.

## Títulos
Racing
- Primeira Divisão: 1958, 1961

Boca Juniors
- Primeira Divisão: 1964, 1965

Seleção da Argentina
- Copa América: 1957, 1959